# Stazione di Chioggia
La stazione di Chioggia è la principale stazione ferroviaria della città di Chioggia, nella città metropolitana di Venezia. È il capolinea della ferrovia Rovigo-Chioggia ed è gestita da Rete Ferroviaria Italiana.

## Storia

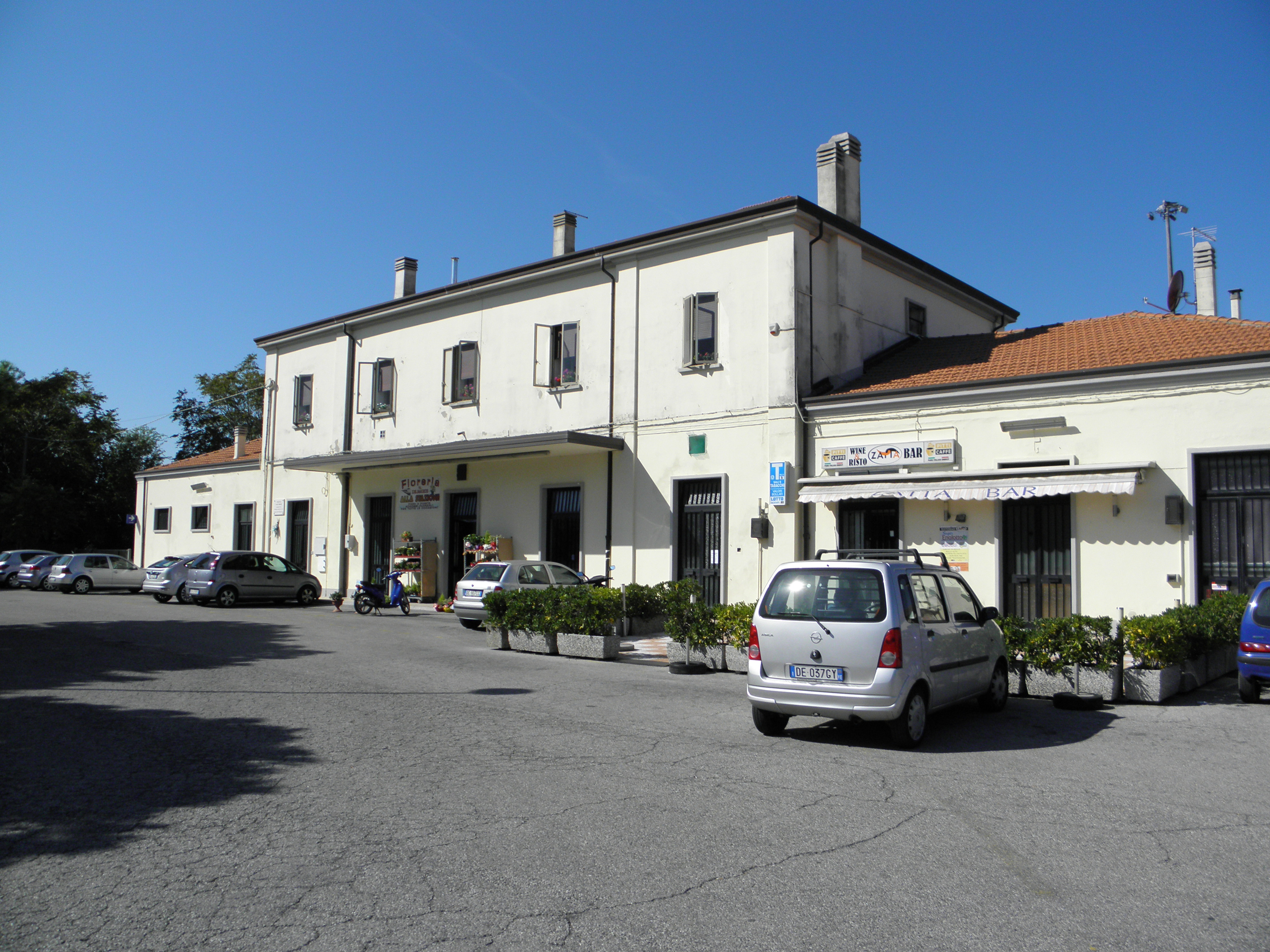
L'esterno del fabbricato viaggiatori.

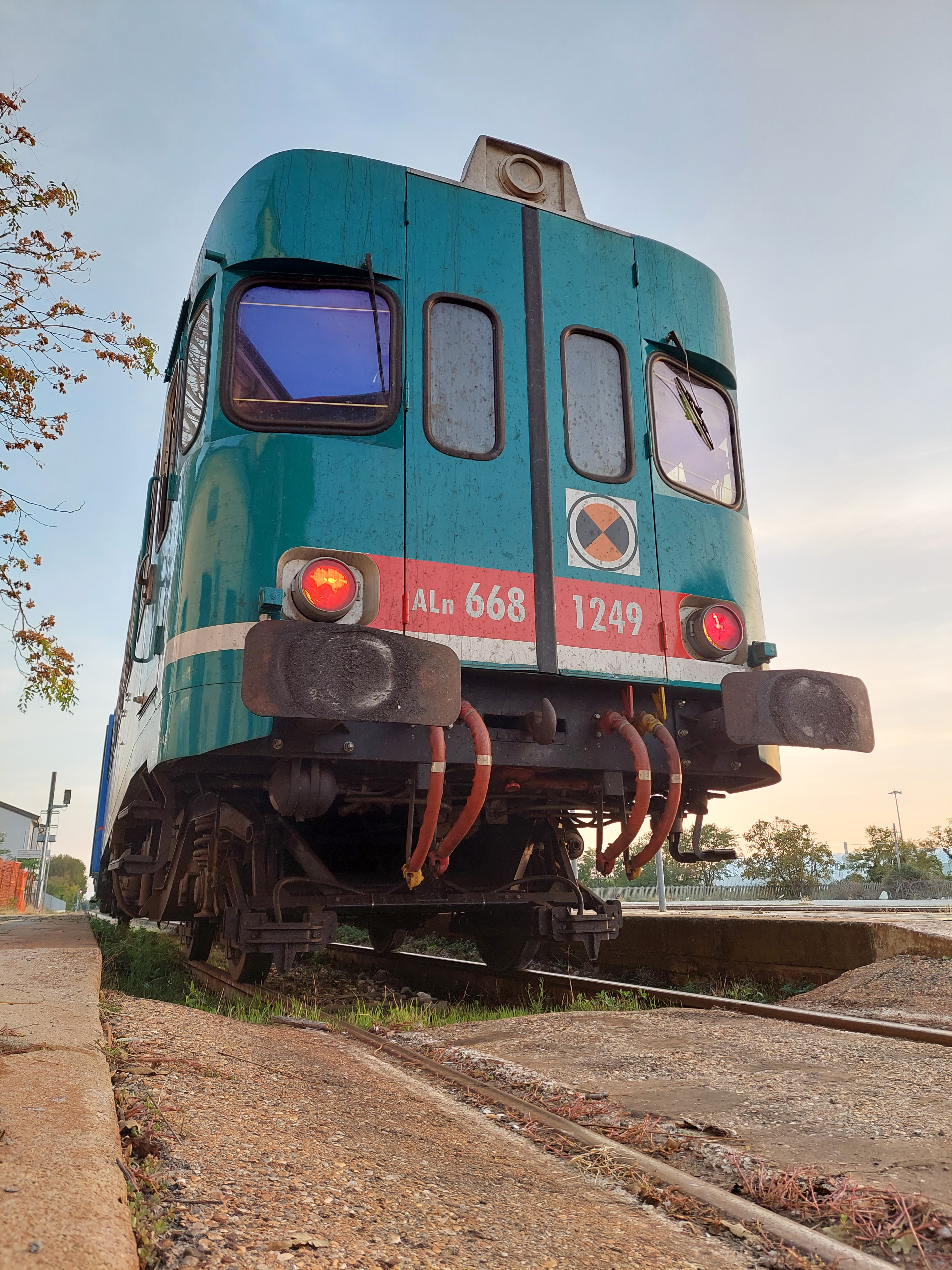
ALn 668 di Sistemi Territoriali (noleggiata da Trenitalia) in sosta al binario 1 della Stazione di Chioggia il 5 ottobre 2022.

La stazione fu aperta il 23 maggio 1887 con l'inaugurazione della Loreo-Chioggia, ultimo tronco della ferrovia Rovigo-Chioggia.
La stazione seguì le vicissitudini della linea ferroviaria: dopo il 1905, con la statalizzazione delle ferrovie, l'esercizio passò dalla Società Italiana per le strade ferrate meridionali alle Ferrovie dello Stato (FS). Dal 2000, con la tramutazione delle FS in holding, la gestione è in mano a RFI SpA.
Nel 1998 fu inaugurata una nuova breve tratta per il trasporto di merci dalla stazione al nuovo porto marittimo commerciale di Chioggia che dista, in linea d'aria, circa 500 metri dalla stazione. Tale tratta, della lunghezza di 4.500 metri lineari, fu chiusa definitivamente nel 2015, mentre nel 2018 fu prospettato un progetto di ripristino. Il 4 febbraio 2020, il sindaco di Chioggia, Alessandro Ferro, ha reso noto che la IX Commissione Trasporti della Camera dei Deputati, si è espressa sul collegamento ferroviario Piove di Sacco-Chioggia. La parlamentare Arianna Spessotto, relatrice per la Commissione al contratto di programma (parte investimenti) di RFI 2017-2021, ha riferito il parere positivo del Ministero delle Infrastrutture e dei Trasporti e di Rete Ferroviaria Italiana Spa per realizzare uno studio di fattibilità del collegamento in questione. Nel Documento Strategico della Mobilità Ferroviaria di passeggeri e merci, del Ministero delle Infrastrutture e della mobilità sostenibili, datato 30 dicembre 2021 è stato introdotto, ufficialmente, lo studio di fattibilità per la ferrovia Chioggia-Piove di Sacco.   
Durante la prima metà del 2025 (in contemporanea ai lavori di realizzazione del sistema ERTMS sulla linea) la stazione è stata interessata da lavori di ammodernamento, ad esempio il rialzamento della prima banchina - che consente alle persone a ridotta mobilità di accedere ai treni più facilmente, il rinnovo della pavimentazione della seconda banchina, il rinnovo dell'illuminazione con LED e la riqualificazione della pensilina. I lavori sono terminati entro il 5 luglio 2025, data di riapertura al traffico della linea.

## Strutture e impianti

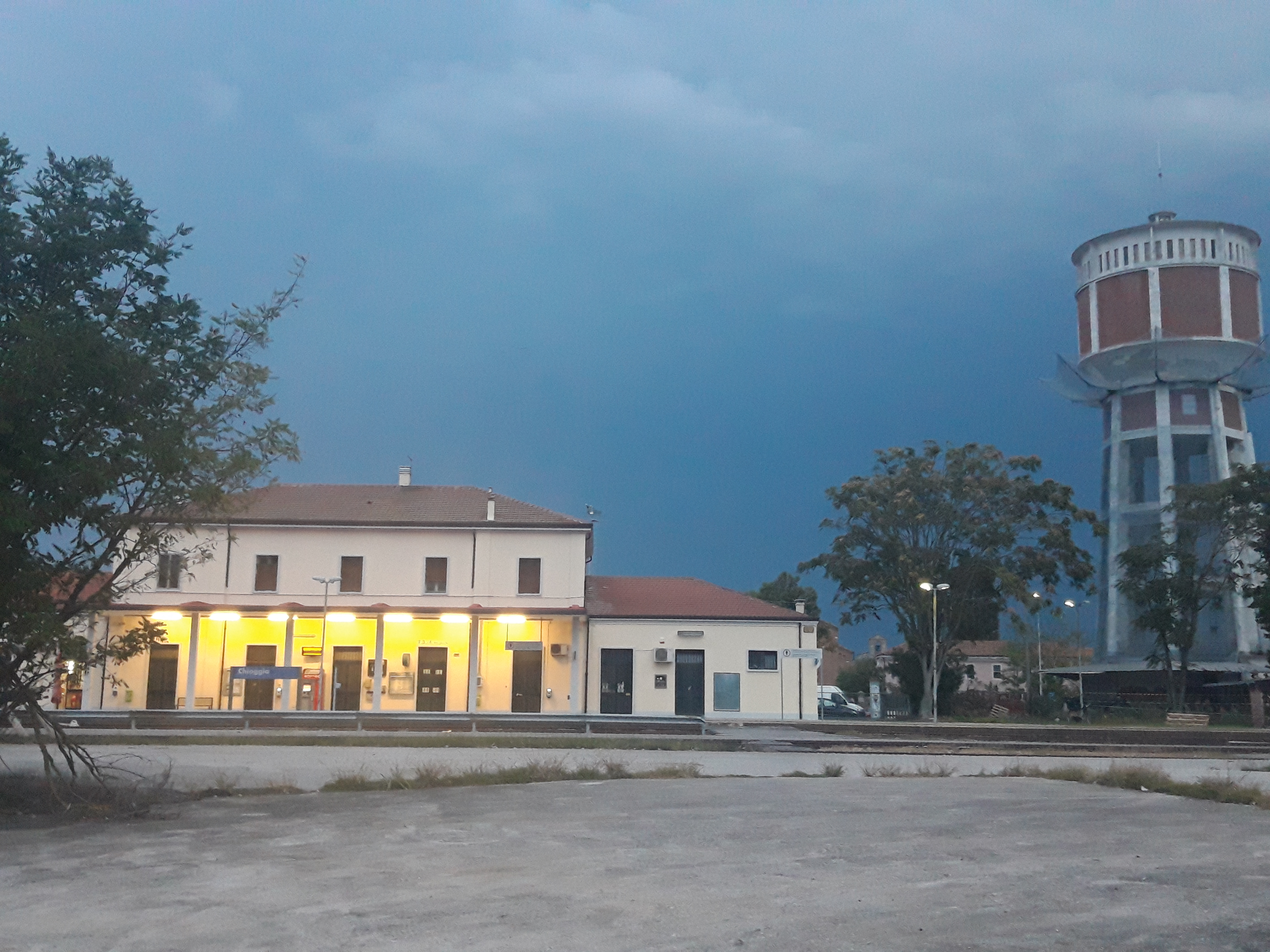
Interno della stazione

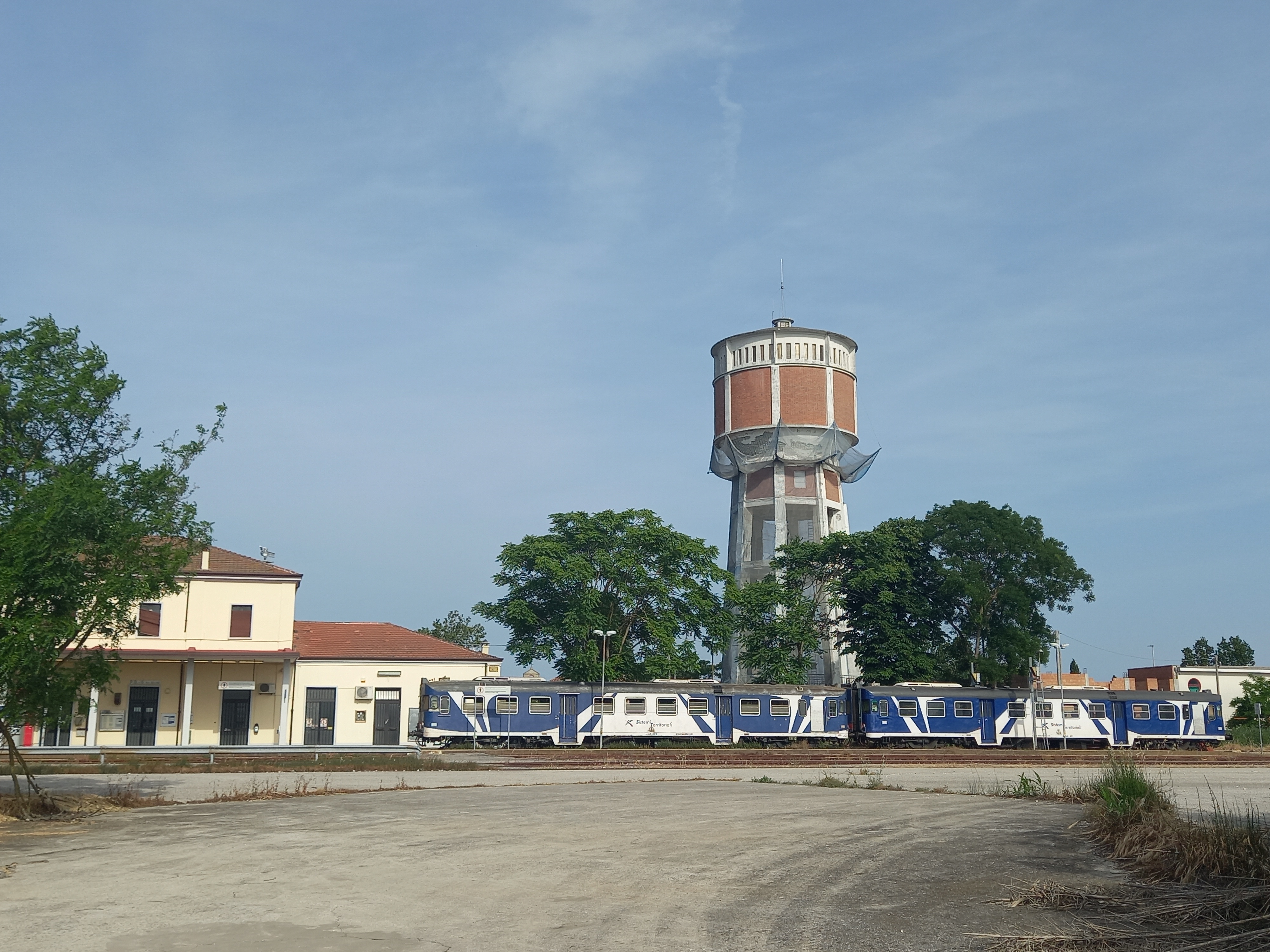
Stazione ferroviaria di Chioggia con un treno di Sistemi Territoriali pronto a partire per Rovigo. (27 maggio 2022)

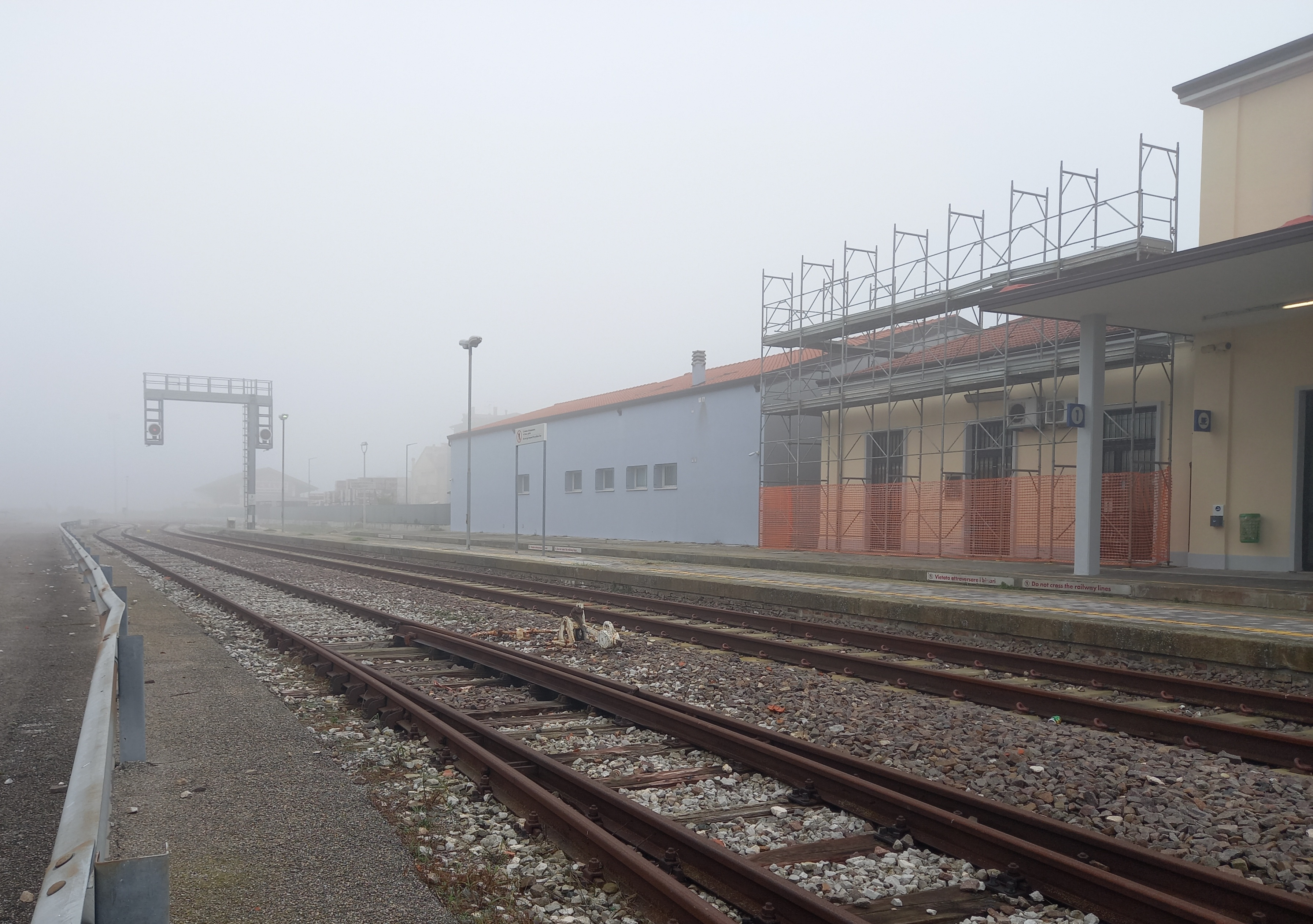
Particolare del fascio binari della stazione

Il piazzale della stazione, gestita da Rete Ferroviaria Italiana, è composto da due binari atti al servizio viaggiatori e da sei impiegati per il servizio merci sia come deposito di carri sia per la composizione dei treni. A questi si aggiunge un binario tronco, in direzione nord, e un altro tronchino a servizio del dismesso scalo merci il quale è dotato di magazzino e di piano caricatore.
Il fabbricato viaggiatori è una struttura in muratura con un corpo centrale, a due livelli, affiancato da due ali laterali ad un unico piano. Perdute le originarie funzioni di sala d'attesa, di ufficio movimento e di abitazione per il personale, al 2013 l'edificio risulta reimpiegato ad altri usi sia abitativi sia commerciali. Presso il primo binario una parte della banchina è coperta da una tettoia. Durante il mese di aprile 2023 sono stati eseguiti i lavori per la riapertura della sala d'attesa, in un locale prospiciente il binario 1.
A fine 2024 e inizio 2025 sono state fatte ulteriori migliorie, come una nuova insegna e nuove luci a led. A Maggio 2025 sono iniziati i lavori di rifacimento dei marciapiedi, che dovrebbero terminare il 24 Giugno dello stesso anno, qualche giorno prima della riattivazione del servizio ferroviario. Contestualmente è stata realizzata la segnaletica orizzontale nel piazzale della stazione, prima assente.
Il magazzino merci è anch'essa una struttura in muratura a salone unico con tettoia sporgente sia dall'ingresso posto sul lato meridionale, a copertura parziale del piano caricatore, sia da entrambi i lati maggiori della costruzione. Un binario è a servizio del piano caricatore.
Dalla stazione di Chioggia si dirama il raccordo con il vicino scalo portuale, non più utilizzato.
Dal punto di vista della circolazione ferroviaria, la stazione è un Posto Periferico (PP) subordinato al Dirigente Movimento della stazione di Adria che opera in qualità di Dirigente del Posto di Comando (DPC). L'impianto è dotato di apparato centrale elettrico (ACE) ed è privo di presenziamento.
Gli itinerari di partenza sono generalmente comandati dal capotreno a meno che il DPC non preveda diversamente.

## Movimento

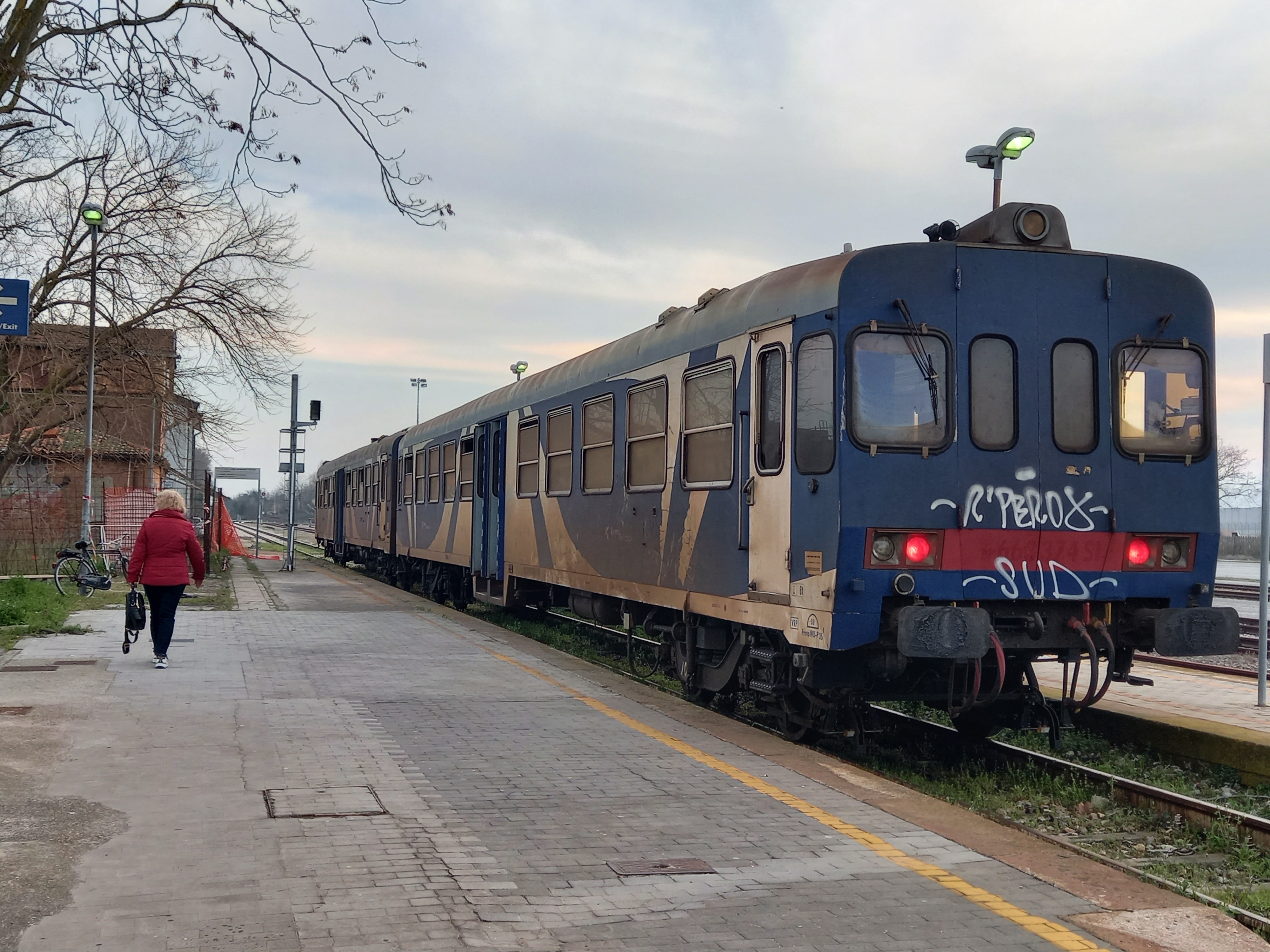
Aln in sosta alla stazione di Chioggia nel 2021

Fino ai primi anni 2000 il trasporto sulla tratta era gestito da Trenitalia.
Nel 2013, la stazione di Chioggia era capolinea dei treni regionali delle relazioni Chioggia-Rovigo e Chioggia-Venezia Mestre, eserciti sia da Sistemi Territoriali, sia da Trenitalia.
Dal 2013 in poi, il trasporto sulla tratta è gestito unicamente da Sistemi Territoriali.
Nel periodo estivo, fino al 2014 erano attivi i servizi festivi Schio-Vicenza-Padova-Chioggia e Verona Porta Nuova-Legnago-Chioggia eserciti da Trenitalia, solitamente con convogli di composizione multipla di Minuetti Diesel.
Dal 5 luglio 2025 è stata ufficializzata la ripartenza dei servizi sulla linea con il ritorno del vettore Trenitalia che ha acquistato nuovi treni Stadler ibridi. Dopo oltre un anno di lavori, i servizi su treno collegano Rovigo a Chioggia (servizio effettuato dal lunedì alla domenica) e Verona a Chioggia (servizio estivo attivo solo nei fine settimana) con l'attivazione del "Chioggia Line".

## Servizi

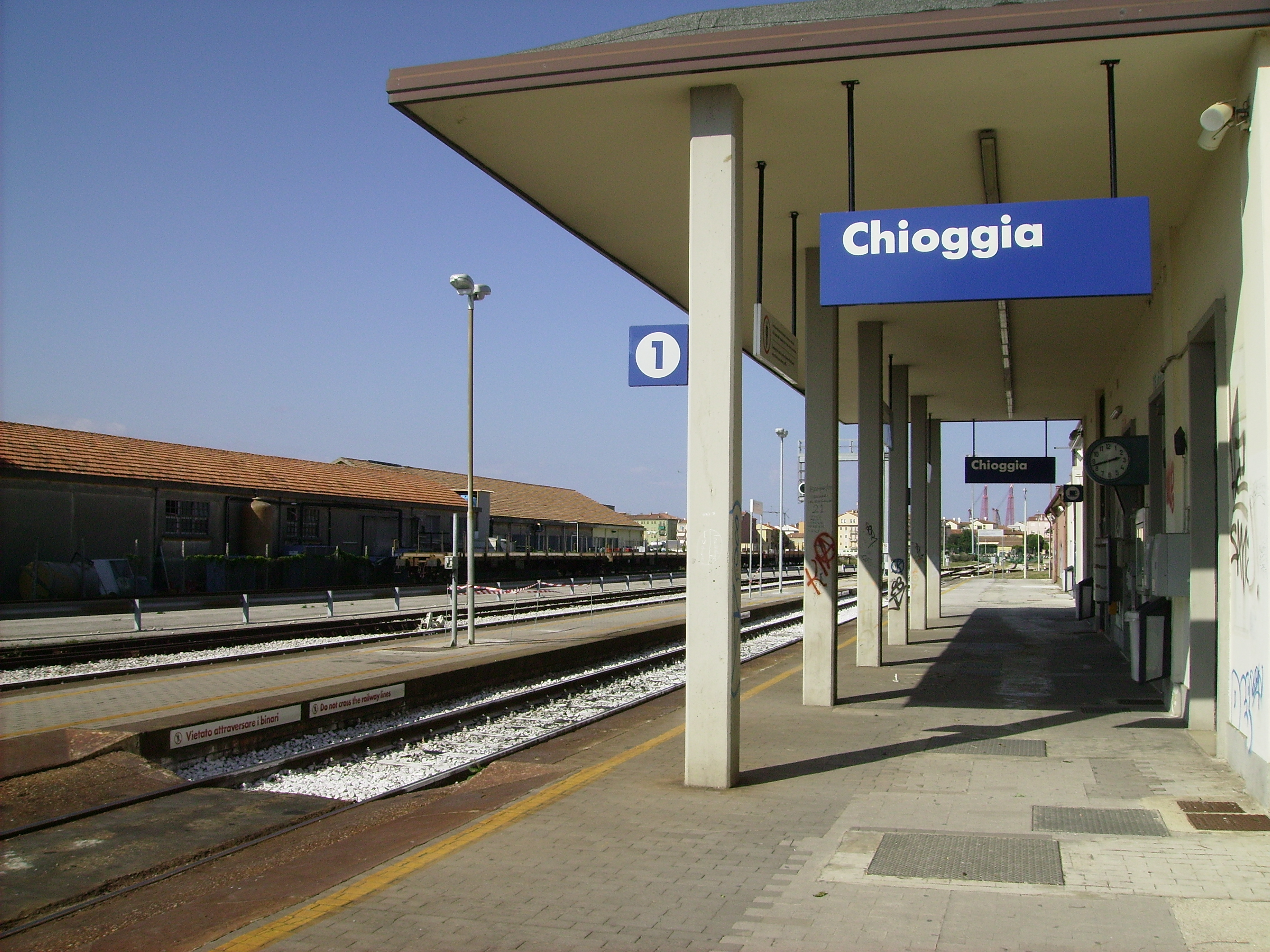
La banchina del primo binario con la sua tettoia

La stazione, che RFI classifica nella categoria Bronze, dispone di:
- Bar
- Servizi igienici

## Interscambi
La stazione è punto di interscambio con le autolinee urbane Arriva Veneto e le autolinee interurbane ACTV e Busitalia.